# 高柳昌行
高柳 昌行（たかやなぎ まさゆき、1932年12月22日 - 1991年6月23日）は、日本のフリー・ジャズ・ギタリスト。東京都出身。フリー・ジャズに影響を受け、実験的な即興演奏を追求した。

## 来歴
19歳でプロとして活動開始。1950年代末期から銀座のシャンソン喫茶「銀巴里」で、「新世紀音楽研究所」という音楽家集団の中心人物として活動。
1960年4月、横浜でヘロイン3包を所持しているところを現行犯逮捕される。1960年6月、懲役10月、執行猶予2年の有罪判決を受ける。1960年7月にも麻薬で現行犯逮捕されたが、裁判官に才能を惜しまれて異例のダブル執行猶予を勝ち取る。しかし1961年11月、2度目の執行猶予中に麻薬取締法違反で起訴。1962年に実刑判決を受け、1年間の刑期に服する。
1969年に、吉沢元治（ベース）、豊住芳三郎（ドラムス）のニュー・ディレクション（NEW DIRECTION）との初のリーダー作『インディペンデンス』を発表。1970年には、コンサート「解体的交感」にて阿部薫と共演。Jojoのニックネームで知られる。
1980年に、ドイツのメールスで行われたジャズ・フェスティバルに出演。
晩年は、「高柳昌行アクション・ダイレクト」というソロ・プロジェクトで活動し、複数のギターと様々な機材を駆使した独演を披露。また、1986年にはジョン・ゾーンと共演した。その後も精力的にライブ活動を行なうが、1991年6月23日に肝不全のため永眠。58歳であった。
音楽に関する独自の価値観から、他のミュージシャンやライブハウス側との間で衝突が起こることも多々あった。生前はギターレッスンの私塾を営んでおり、渡辺香津美、廣木光一、安藤正容、山本恭司、飯島晃、今井和雄などの門下生を多数輩出している。また、大友良英は高柳の私塾に数年間生徒兼ローディーとして在籍したものの、関係悪化のため決別している。

## 評価
高柳に影響を受けたミュージシャンとしては、大友良英やジム・オルーク等が挙げられる。俳優の殿山泰司も、高柳の熱烈なファンとして知られていた。

## ディスコグラフィ

### アルバム
1960年代
- 『銀巴里セッション』 - GINPARIS SESSION（1963年録音）(TBM) 1972年
- 高柳昌行カルテット, FLOWER GIRL（1968年録音）(JINYA DISC)
- 高柳昌行 and NEW DIRECTION,『インディペンデンス』 - Independence: Tread On Sure Ground（1969年録音）(Union)
- 『Not Blues』（1969年録音）(JINYA DISC)

1970年代
- 高柳昌行 and NEW DIRECTION、杉本喜代志トリオ、川崎燎トリオと共同名義,『ギター・ワークショップ』 - GUITAR WORK SHOP（1970年録音）(Union)
- 高柳昌行 and NEW DIRECTION, LIVE INDEPENDENCE（1970年録音）(P.S.F.)
- 高柳昌行 and NEW DIRECTION, call in question（1970年録音）(P.S.F.)
- 『ギター・エクスプレッション／プロフィール・オブ・JOJO』 - A JAZZY PROFILE OF JOJO（1970年3月録音）(Victor) 1970年
- 阿部薫と共同名義, 『解体的交感：ニュー・ディレクション』（1970年6月録音）(Sound Creators) 1970年
- 阿部薫と共同名義, 『集団投射』 - Mass Projection（1970年録音）(DIW)
- 阿部薫と共同名義, 『漸次投射』 - Gradually Projection（1970年録音）(DIW)
- 高柳昌行&阿部薫, 『ステーション '70』 - STATION '70（1970年録音）(JINYA DISC)
- 高柳昌行・阿部薫・山崎弘, 『ライヴ・アット・ジャズベッド』 -  LIVE AT JAZZBED（1970年9月録音）(JINYA DISC)
- 高柳昌行&山崎比呂志, 『ライブ・アット・フリーダム』 -  LIVE AT FREEDOM（1971年4月録音）(JINYA DISC)
- 『幻野 '71 日本幻野祭 三里塚で祭れ』（1971年録音）（オムニバス、NEW DIRECTIONを1曲収録）
- NEW DIRECTION FOR THE ARTS, 『"La Grima" 「涙」完全版』 -  Complete "La Grima"（1971年8月録音）(Doubtmusic)
- NEW DIRECTION FOR THE ARTS, 『フリー・フォーム組曲』 - FREE FORM SUITE（1972年録音）(TBM)
- 杉本喜代志、中牟礼貞則、沢田駿吾、角田孝と共同名義, JAZZ GUITAR FORMS（1973年11月録音）(RCA) 1977年（コンピレーション）
- 高柳昌行 NEW DIRECTION UNIT, 『侵蝕』 - ECLIPSE（1975年録音）(Iskra)
- 高柳昌行 NEW DIRECTION UNIT, APRIL IS THE CRUELLEST MONTH（1975年録音）(JINYA DISC)
- 高柳昌行 NEW DIRECTION UNIT, AXIS ANOTHER REVOLABLE THING 1（1975年録音）(Offbeat)
- 高柳昌行 NEW DIRECTION UNIT, AXIS ANOTHER REVOLABLE THING 2（1975年録音）(Offbeat)
- 高柳昌行セカンド・コンセプト, 『セカンド・コンセプト』 - SECOND CONCEPT（1979年録音）(JINYA DISC)
- 高柳昌行セカンド・コンセプト, COOL JOJO（1979年録音）(TBM) 1980年（レニー・トリスターノらのクールジャズのコンセプトでの演奏）

1980年代
- 高柳昌行 NEW DIRECTION UNIT, LIVE AT MOERS FESTIVAL（1980年録音）(TBM)
- 『ロンリー・ウーマン』 - LONELY WOMAN（1982年8月録音）(TRIO/TBM)（ソロ作）
- Lonely Woman Live（1982年12月録音）(JINYA DISC) 2006年
- 『ソロ』（1982年録音）
- 『即興と衝突』（1983年録音）
- 富樫雅彦と共同名義, 『パルセーション』 - PULSATION（1983年録音）(King/Paddle Wheel) 1983年
- 富樫雅彦&高柳昌行, 『デュオ・ライブ1984』 -  DUO LIVE 1984（1984年9月録音）(三茶ミュージック)
- META IMPROVISATION（1984年録音）（ソロ作）
- 高柳昌行アングリーウェイブス,  850113（1985年1月録音）(Aketa's Disk)
- ACTION DIRECT（1985年録音）(ALM)（ソロ作）
- ジョン・ゾーンと共同名義, EXPERIMENTAL PERFORMANCE WITH JOHN ZONE（1986年録音）(Moby's)

1990年代
- INANIMATE NATURE（1990年録音）（ソロ作）
- EL PULSO loco takayanagi y los pobres（1990年録音）
- 井野信義と共同名義, Reason For Being（1990年録音）(JINYA DISC) 1992年
- 高柳昌行・菊地雅章・井野信義,  Live at Jazz inn Lovely 1990（1990年10月録音）(NO BUSINESS RECORDS)
- 『カダフィーのテーマ』 - Three Improvised Variations On A Theme Of Qadhafi（1990年12月録音）(JINYA DISC)（ソロ作）
- 『デンジャラス』 - Dangerous（1991年3月録音）(JINYA DISC)（ソロ作）

### DVDビデオ
- 「The complete works of JOJO --JAZZ 1--」（1990年録画）（ソロ作）
- 「action direct 1990 tokyo」（1990年録画）（ソロ作）
- 「DVD action direct1」（1990年録画）（ソロ作）

## 著書
- 汎音楽論集（月曜社、2006年、ISBN 4-901477-29-3）

高柳が生前に執筆した音楽論やアルバム・レビュー等をまとめたもの。